# Мехрабад (посёлок)
Мехрабад (тадж. Меҳробод) — посёлок городского типа (статус присвоен в 1934 году), административный центр Джаббар-Расуловского района Согдийской области Республики Таджикистан. До 8 ноября 2016 года носил название Пролетарск (тадж. Пролетар).
Имеется железнодорожная станция Пролетарск, ранее именуемая Драгомирово.

## География
Поселок городского типа Мехрабад находится в центре Джаборрасуловского района и является его административным центром. Территория района равнинная, имеются холмы и предгорья при выезде из кишлака Хитой. Много каналов и арыков, вода из которых применяется для пищевых и хозяйственных нужд. Район расположен у таджикско-киргизской границы, близ киргизских городков Сулюкта и Исфана. Граничит со Спитаменским и Бободжон-Гафуровскими районами.
В район можно въехать с дороги Душанбе-Чанак после проезда поселка Дехмой со стороны города Худжанд (административного центра области) или со стороны района Спитамен.
Климат жаркий, умеренный. Летом температура от 28 до +35° к июлю и выше. Зимой в среднем от −2° до −5°. Осадки составляют в среднем 200-300 мм в год. Имеют частые случаи сильного порывистого ветра.

## Экономика
Климат территории  благоприятствует культивации садоводческих, овощных культур и картофеля. Сельскохозяйственные предприятия Пролетарска развивают виноградарство, шелководство и хлопководство. В посёлке работает коконосушилка. В Мехрабаде имеется рынок Ашроф который является самым крупным в районе. В основном население занимается торговлей и дехканством.

## История
До 1935 года — станция Драгомирово, основанная в 1896 году и названная в честь генерал-майора русской царской армии Михаила Ивановича Драгомирова (1830—1905). Указом президиума Таджикской ССР от 25 марта 1935 года, был выделен Пролетарский район с административным центром в пгт Пролетарск. В 1939 район вошел в состав Ленинабадской области.
С 12 июля 1993 года центр Джаббор-Расуловского района. В посёлке остались исторические постройки, водонапорная башня на территории станции 1898 года постройки, административное здание райбольницы 1900-х годов постройки. Имеются остатки крепости в кишлаке Сомониён (бывш. Узбеккишлак), позже отреставрированные.
Мехрабад — начальный пункт электрифицированной Сулюктинской узкоколейной железной дороги. Ранее действовало локомотивное депо, обслуживающее узкоколейную железную дорогу. Перевалка грузов из вагонов узкой колеи в вагоны широкой колеи. На данный момент движение остановлено, пути сняты.

## Население
Население составляет 16 300 человек на 1 января 2019 года.
| 2021   | 2022   |
| ------ | ------ |
| 15 400 | 15 900 |

## Галерея
- Вид на дом культуры «Фарханг»
- Фонтан в парке «Фарханг»
- Овощной рынок